# Пемо
Пемо (Pemmo) e от 706 до 739 г. херцог (dux) на лангобардското херцогство Фриули.
Син е на Било от Белунум (Белуно), който е избягал заради въстание във Forum Julii (Цивидале).
Женен е за Ратперга, с която има синовете Ратчис, Ратхаит и Айзтулф.
През 706 г. Пемо става херцог на Фриули, като последник на смъкнатия Корвол (Corvolus). В своя дом той приема сираците на падналите лангобарди в последната война против словаките и ги възпитава заедно със собствените си деца.
Когато славяните от Карантания нападат Лауриана, той марширува против тях с порасналите си възпитаници. Славяните претърпяват големи загуби, а Пемо загубва само един човек. Сключват мирен договор.
Той затваря патриарх Каликст от Аквилея, понеже той изгонил владиката Аматор на Julia Carnica от Фриули. Тогава крал Лиутпранд сваля Пемо от трона и поставя около 739 г. на неговото място за херцог на Фриули сина му Ратчис. Пемо иска да избяга заедно с привържениците си при славяните, но Ратчис успява да накара Лиутпранд да го помилва. Помилвани са също и синовете му Ратхаит и Айзтулф, а останалите са затворени. 
За по-нататъшния живот на Пемо няма сведения. Синовете му Ратчис и Айзтулф стават крале на лангобардите.
Ратчис подарява в чест на баща си олтар. Надписът разказва за „прочутият и благороден Пемо“, който възстановява разрушената Йоан-църква и я обогатява с много подаръци.
DE MAXIMA DONA XPI AD CLARIT SVEBEIMI CONCESSA PEMMONI VBIQVE DIRVTO
FORMARENTVR VT TEMPLA NAM EI INTER RELIQVAS
SOLARIVM BEATI JOHANNIS ORNABIT PENDOLA EX AVRO PVLCHRO ALT
ARE DITABIT MARMORIS COLORE RATCHIS HIDEBOHRIT.